# Nibypłucnik wątpliwy

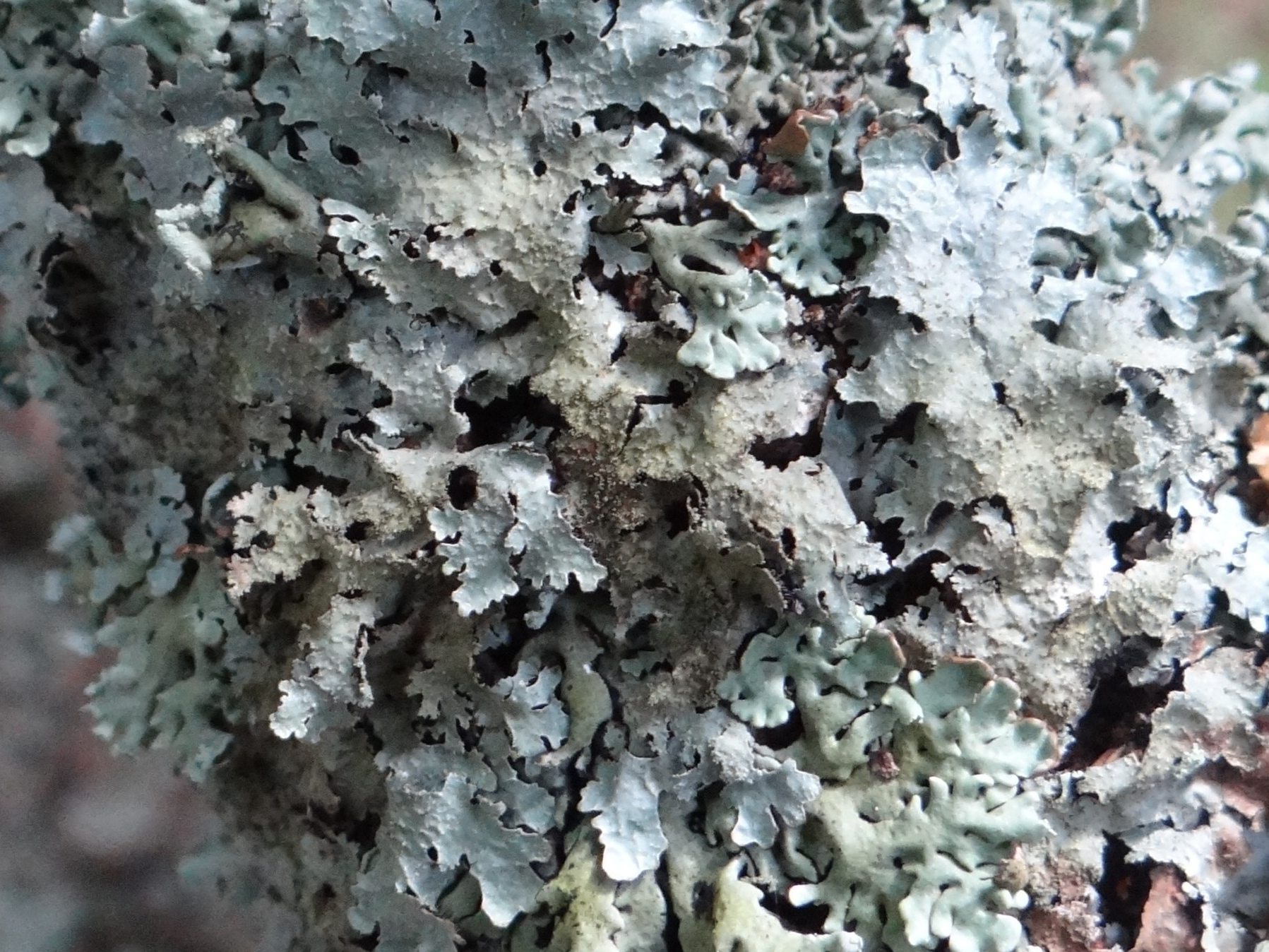

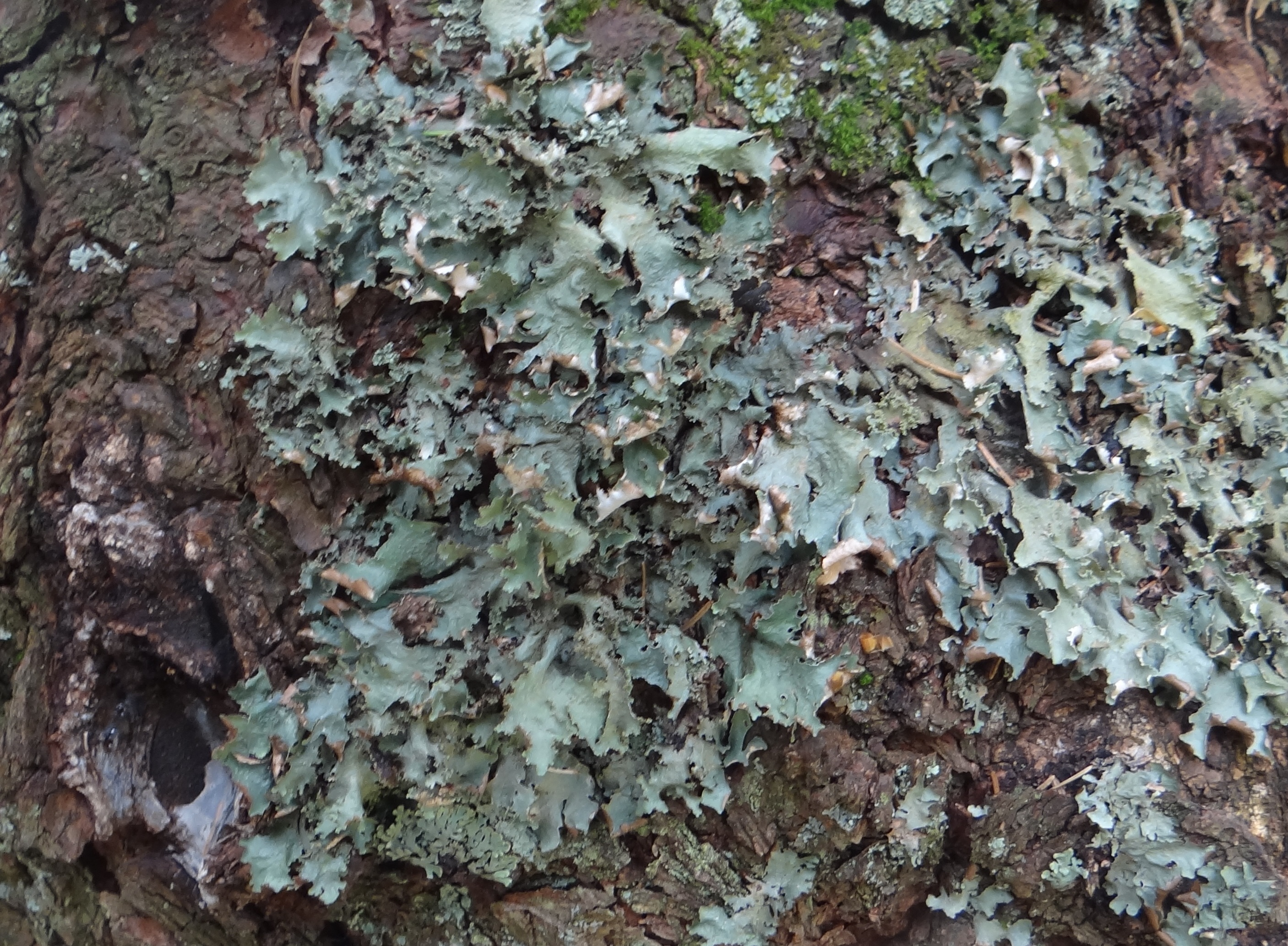
Nibypłucnik wątpliwy na pniu świerka

Nibypłucnik wątpliwy (Cetrelia olivetorum  (Nyl.) W.L. Culb. & C.F. Culb.) – gatunek grzybów należący do rodziny taczownicowatych (Parmeliaceae). Ze względu na współżycie z glonami zaliczany jest do porostów.

## Systematyka i nazewnictwo
Pozycja w klasyfikacji według Index Fungorum: Cetrelia, Parmeliaceae, Lecanorales, Lecanoromycetidae, Lecanoromycetes, Pezizomycotina, Ascomycota, Fungi.
Po raz pierwszy takson ten zdiagnozował w roku 1866 William Nylander nadając mu nazwę Parmelia olivetorum. Obecną, uznaną przez Index Fungorum nazwę nadali mu w roku 1986 W.L. Culb. i C.F. Culb., przenosząc go do rodzaju Cetrelia.
Niektóre synonimy nazwy naukowej:
- Parmelia cetrarioides var. rubescens (Th. Fr.) Du Rietz1924)
- Parmelia olivetorum Nyl. 1866
- Parmelia perlata var. olivetorum Ach. 1810
- Parmotrema cetrarioides subsp. rubescens (Th. Fr.) M. Choisy 1952

Nazwa polska według Krytycznej listy porostów i grzybów naporostowych Polski.

## Charakterystyka
Plecha listkowata, duża, osiągająca średnicę do 20 cm,  głęboko wcinana, nieregularna, lub tworząca rozetki. Wcinane lub karbowane odcinki mają szerokość do 1 cm, długość 0,5–1 cm, brzegi wzniesione i pofałdowane, a końce szeroko zaokrąglone. Powierzchnia górna ma barwę od żółtoszarawej do szarozielonawej i zawsze znajdują się na niej białe plamki pseudocyfelli, zazwyczaj z soraliami. Dolna strona plechy jest czarna i dołeczkowana, a tylko na obwodzie brunatna. Nielicznie występują na niej pęczki czarnych chwytników, przy czym szeroki pas na obwodzie plechy jest ich pozbawiony. Reakcje barwne: górna kora K + żółty, C –, KC –, P + żółty; rdzeń K –, C + czerwony, KC + czerwony, P –, UV + biały.
Soralia są białe i mączyste i znajdują się na brzegach odcinków. Owocniki pojawiają się bardzo rzadko. Mają średnicę do 10 mm, czerwonobrunatne tarczki i gruby, trwały, gładki lub karbowany brzeżek, na którym często występują soralia. W jednym worku powstaje po 8 bezbarwnych, jednokomórkowych askospor o rozmiarach 12–15 × 8–11 μm. Pyknidia nie występują.
Metabolity wtórne: atranorin, chloratranorin, kwas olivetorowy.

## Występowanie i siedlisko
Poza Antarktydą występuje na wszystkich kontynentach, najliczniej na półkuli północnej. Główny obszar występowania to lasy Ameryki Północnej i Europy. W Polsce występuje na obszarze całego kraju, ale dość rzadko. Znajduje się na Czerwonej liście roślin i grzybów Polski. Ma status EN – gatunek wymierający. W Polsce podlega ścisłej ochronie gatunkowej.
Spotykany jest tylko w dużych kompleksach leśnych, w górach częściej niż na niżu. Rośnie na korze drzew, głównie liściastych, na iglastych rzadziej. Czasami rośnie także na drewnie lub mchach.

## Gatunki podobne
- płucnik modry (Platismatia glauca). Rośnie głównie na drzewach liściastych. Na brzegach plechy ma pofałdowane soralia, na powierzchni brak pseudocyfelli,
- niektóre gatunki kobierników (Parmotrema)[4].